# Museo Etnológico de Denia
El Museo Etnológico de Denia (en valenciano: Museu Etnològic de Dénia) está situado en la ciudad de Denia (Provincia de Alicante, Comunidad Valenciana, España). Nos acerca a una ciudad que en la segunda mitad del siglo XIX vivió momentos de auge y esplendor proporcionados por el comercio de la pasa. La pasa, como motor económico de Denia, fue el móvil de un gran desarrollo urbanístico y creó un ambiente cultural y una sociedad burguesa consolidada que disfrutó de los adelantos del momento: tren y gas entre otros. 
El cultivo de la viña, el proceso de elaboración de la pasa, el papel del puerto y de los almacenes, las fluctuaciones y el cénit de su comercialización hacia Inglaterra, el Norte de Europa y América constituyen el hilo de la propuesta museográfica. 
Las imágenes gráficas, las artes y otras manifestaciones, de las que el edificio del Museo es un buen ejemplo, retratan una ciudad y unas costumbres ya extinguidas, aunque presentes en la memoria.
El edificio en sí ya es un elemento digno de exposición, pues se trata de una construcción de principios del XIX situada en la calle Cavallers, donde estaban ubicadas las imponentes casas de la burguesía de la pasa. Además, en la calle se encuentran otros museos relacionados con Dénia, así como la Biblioteca Municipal.